# Thesium costatum
Thesium costatum är en sandelträdsväxtart som beskrevs av Arthur William Hill. Thesium costatum ingår i släktet spindelörter, och familjen sandelträdsväxter.

## Underarter
Arten delas in i följande underarter:
- T. c. juniperinum
- T. c. paniculatum